# 대전제일감리교회
대전제일감리교회(大田第一監理敎會) 또는 대전제일교회는 대한민국의 감리교 교회이다. 기독교대한감리회에 소속이며 대전 서구 둔산동에 있다.
대한제국 말기인 1908년에 설립된 교회이다. 선교사 차프(R. A. Charp)가 임시 건물을 매입하여 교회가 시작되었다. 이 지역 감리교 전파의 중심 역할을 했으며 부산제일감리교회를 비롯한 여러 교회가 대전제일감리교회에서 분립되었다.
교회의 표어는 "영혼을 구원하여 사역자로 만드는 교회"이다.

## 연혁
- 1908년 : 교회 설립 (충청남도 회덕군)
- 1943년 : 예배당 준공 (인동)
- 1948년 : 부산제일교회 개척
- 1950년 : 한국 전쟁으로 예배당 소실
- 1958년 : 예배당 준공 (원동)
- 1975년 : 금산제일교회 개척
- 1978년 : 동대전교회 개척
- 1981년 : 대성교회 개척
- 1982년 : 회덕제일교회 개척
- 2001년 : 예배당 준공 (둔산동)

## 참고자료
- “제일교회 연혁”. 대전제일감리교회. 2008년 6월 4일에 확인함.[깨진 링크(과거 내용 찾기)]